# Rio Grande Valley Football Club Toros
Rio Grande Valley Football Club Toros, mais conhecido como Rio Grande Valley FC Toros, ou simplesmente RGVFC Toros, é um clube de futebol da cidade de Edinburg, Texas. O clube é propriedade do Rio Grande Valley Vipers, time de basquete que disputa a NBA Development League e  tem afiliação com o Houston Dynamo, equipe da Major League Soccer.

## História
As primeiras conversas entre o Rio Grande Valley Vipers e o Houston Dynamo aconteceram em 2014. Em março de 2015 foi anunciado o time sob o nome de Rio Grande Valley Football Club Toros. Sua primeira temporada foi em 2016, ano em que chegou as quartas de finais da conferência.